# نينتندو غيم كيوب
نينتندو غيم كيوب (بالإنجليزية: Nintendo GameCube أو NGC باختصار؛ باليابانية: ニンテンドーゲームキューブ) هو رابع نظام ألعاب فيديو أطلقته شركة نينتندو. يعد الجهاز من الجيل السادس لأنظمة الألعاب، مع كل من دريم كاست من سيغا، والبلاي ستيشن 2 من سوني، والإكس بوكس من مايكروسوفت، وهو الأقل سعراً من بينهم. صدر الجهاز في اليابان في 14 سبتمبر 2001، وفي أمريكا الشمالية في 18 نوفمبر 2001، وفي أوروبا في 3 مايو 2002، وفي أستراليا في 17 مايو 2002.
تستخدم أجهزة غيم كيوب ألعاب فيديو مخزنة على أقراص خاصة بالجهاز سعتها 1.5 غيغابايت، كما تستخدم بطاقات ذاكرة خاصة بالجهاز. وحدة المعالجة المركزية الخاصة بالجهاز تسمى «غيكو» (Gekko)، وهي من نوع باور PC، ذات تردد يعادل 485 ميغاهرتز. يمكن استخدام وصلات مثل الوصلة المتعددة الرسائل (Broadband Adapter) أو وصلة المودم (Modem Adapter). حتى يونيو عام 2006، بيع حوالي 21 مليون وحدة من غيم كيوب. ومن بين أكثر من 600 لعبة صدرت للجهاز، تعد «سوبر سماش برذرز ميلي» (Super Smash Bros. Melee) أكثر الألعاب بيعاً. قامت نينتندو بإصدار جهاز خامس بعد غيم كيوب وهو وي (Wii).

## بعض الألعاب المشهورة
يعرف الجهاز بعدة سلاسل من الألعاب مثل ألعاب دونكي كونغ، وماريو، ومترويد، وبيكمين، وستار فوكس، وبوكيمون، وريزدنت إيفل، وسونيك، وستار وورز، وسوبر مونكي بول، وفيوتيفل جو، وذا ليجند أوف زيلدا. بالإضافة إلى ذلك، هنالك العديد من الألعاب المعروفة مثل:
- أنيمل كروسينغ
- Eternal Darkness: Sanity's Requiem
- أف-زيرو جي أكس
- فاينل فانتازي كريستال كرونيكلز
- Fire Emblem: Path of Radiance
- Ikaruga
- لويجيز مانشن
- ميتل جير سوليد : ذا توين سنيك
- Skies of Arcadia Legends
- Soul Calibur 2
- سوبر سماش برذرز ميلي
- Star Fox: Assault
- تايلس أوف سمفونيا
- Wario World
- ريزدنت إيفل زيرو
- كراش بانديكوت: ذا راث أوف كورتكس

## وصلات خارجية
- الموقع الرسمي